# Kevin Marino Cabrera
Kevin Marino Cabrera (* 3. September in Miami) ist ein US-amerikanischer Politiker aus Florida und Diplomat. Donald Trump teilte Ende 2024 mit, dass er ihn zum Botschafter der Vereinigten Staaten in Panama ernennen werde.

## Leben
Kevin Marino Cabrera wurde als Sohn kubanischer Exilanten Geboren. Er studierte zunächst am Miami Dade College und dann an der Florida International University, wo er den Bachelor of Arts erlangte. Er hatte Seine Studien 2014 abgeschlossen.
Erstmals politisch tätig wurde Kevin Marino Cabrera 2012, als er sich an John Couriels Wahlkampfteam zur Wahl in das Repräsentantenhaus von Florida beteiligte. Bei den Wahlen zum Repräsentantenhaus der Vereinigten Staaten 2014 war er dann Field Director für Carlos Curbelo, für den er nach dem Wahlkampf dann auch tätig wurde. Hiernach arbeitete er als Field Director für die Konservativen Latino-Organisation LIBRE Initiative. Er wurde 2015 zum Mitglied Des Ausschusses des Miami-Dade County zum Ausweisen von Bebauungszonen ernannt und in einer Wahl 2016 bestätigt. Er wurde von Jeb Bush für dessen Kandidatur in der Präsidentschaftswahl 2026 angestellt.
Er war der Direktor für Florida von Donald Trumps Wahlkampfteam in der Präsidentschaftswahl 2020. Mit einer Wahlempfehlung von Trump wurde Cabrera 2022 in die Kommission des Miami-Dade County, vergleichbar zu einem Kreistag, gewählt. Er vertritt den 6. Bezirk in der Kommission des Miami-Dade County und ist stellvertretender Vorsitzender des International Trade Consortiums des Countys. Er wurde im November 2023 in den Vorstand der Republikanischen Partei in Florida gewählt. Kevin Marino Cabrera diente 2024 für seinen Heimatstaat im Programmausschuss des Republican National Committee, welcher das Parteiprogramm für die Republican National Convention 2024 erstellte.
Am 25. Dezember 2024 schrieb Donald Trump auf Truth Social:

„I am pleased to announce that Kevin Marino Cabrera will serve as the United States Ambassador to the Republic of Panama, a Country that is ripping us off on the Panama Canal, far beyond their wildest dreams.“

(Ich bin erfreut mitzuteilen, dass Kevin Marino Cabrera als Botschafter der Vereinigten Staaten zu der Republik Panama dienen wird, einem Land, dass uns am Panamakanal jenseits ihrer wildesten Träume ausbeutet.)
Am Wochenende vor der Ankündigung hatte Trump auf Truth Social verlangt, dass die Vereinigten Staaten wegen der Nutzungsgebühren die Kontrolle über den Kanal übernehmen sollten. Die Forderung war von Panamas Präsidenten José Raúl Mulino zurückgewiesen worden.